# Stopplaats Hiethaar
Stopplaats Hiethaar is een voormalige stopplaats aan de spoorlijn Deventer - Ommen, destijds geëxploiteerd door de OLDO. De stopplaats lag tussen Deventer en Wesepe. Stopplaats Hiethaar werd geopend op 2 mei 1911 en gesloten op 1 oktober in hetzelfde jaar. Bij de stopplaats stopte slechts één keer per week een trein op marktdagen.